# 黃政哲
黃政哲（1948年11月30日—），中華民國政治人物，聯勤財務學校（今國防大學管理學院）畢業，曾任華升上大營造股份有限公司總經理，曾代表台灣團結聯盟擔任不分區立法委員。其父黃崇鵬是華升營造有限公司（華升上大營造的前身）創辦人暨桃園縣黃姓宗親會創會理事長。
2002年當選第五屆立法委員，2005年連任第六屆立法委員。 2004年，接任開南商工與開南管理學院董事長職務，聘請政治大學教授湯宗益擔任代理校長，以全新的校務團隊提出許多銳意革新的措施，如獨家冠名贊助知名百老匯歌劇 歌劇魅影，來台公演，打開開南大學的知名度. 並和世界一流大學如美國麻省理工學院，日本早稻田大學等簽定交換學生協議，在當時教育界引起 "為什麼開南可以，台、清、交卻不行"的討論聲音。同時, 開南大學的學生人數也在三年內，由四千多人倍增到八千多人, 不僅成功升格大學，在教育部的新興大學評鑑中也與台中亞洲大學並列為優等生。
2006年，黃政哲捲入台灣高鐵台南車站橋下聯外道路第一標工程弊案。2006年10月27日，台聯中執會決議將黃政哲停權，全案移送中評會處理。2006年11月22日，台南地檢署偵查終結，以行賄、背信、詐欺等罪嫌對黃政哲提起公訴，該案一審即判決無罪。但2006年12月1日，台聯召開中評會並邀黃政哲列席說明，經過將近三個小時討論，決定不管未審先判,用高標準將黃政哲停權三年。當時台聯黨內爭議不斷，除了監委提名卡位紛擾，紅衫軍事件後期更是陷入是否罷免陳水扁總統的路線之爭, 黨內派系互鬥嚴重，後黃政哲因不願捲入黨內路線紛爭，於立法院2007年會期開議前，請辭全國不分區立法委員。

## 外部連結
- 開南大學 （页面存档备份，存于）
- 開南商工 （页面存档备份，存于）